# Calosoma lariversi
Calosoma lariversi är en skalbaggsart som beskrevs av Vandyke. Calosoma lariversi ingår i släktet Calosoma och familjen jordlöpare. Inga underarter finns listade i Catalogue of Life.